# Campionati canadesi di sci alpino 2006
I Campionati canadesi di sci alpino 2006 si sono svolti a Whistler dal 21 al 28 marzo. Il programma includeva gare di discesa libera, supergigante, slalom gigante e slalom speciale, tutte sia maschili sia femminili.
Trattandosi di competizioni valide anche ai fini del punteggio FIS, vi hanno partecipato anche sciatori di altre federazioni, senza che questo consentisse loro di concorrere al titolo nazionale canadese.

## Risultati

### Uomini

#### Discesa libera
| Pos. | Atleta                 | Nazione | Tempo   |
| ---- | ---------------------- | ------- | ------- |
| 1    | Jeffrey Frisch         | Canada  | 1:19,89 |
| 2    | John Kucera            | Canada  | 1:19,95 |
| 3    | Jan Hudec              | Canada  | 1:20,62 |
| 4    | Gareth Sine            | Canada  | 1:20,79 |
| 5    | Manuel Osborne-Paradis | Canada  | 1:20,87 |
| 6    | Robbie Dixon           | Canada  | 1:20,93 |
| 7    | Jonathan Robert        | Canada  | 1:21,22 |
| 8    | Patrick Wright         | Canada  | 1:21,28 |
| 9    | Brady Leman            | Canada  | 1:21,80 |
| 10   | Benjamin Chaddock      | Canada  | 1:21,88 |

Data: 21 marzo

#### Supergigante
| Pos. | Atleta             | Nazione     | Tempo   |
| ---- | ------------------ | ----------- | ------- |
| 1    | John Kucera        | Canada      | 1:15,57 |
| 2    | Jeffrey Frisch     | Canada      | 1:15,86 |
| 3    | Jonathan Robert    | Canada      | 1:15,89 |
| 4    | Patrick Wright     | Canada      | 1:16,40 |
| 5    | François Bourque   | Canada      | 1:16,41 |
| 6    | Trevor White       | Canada      | 1:16,45 |
| 7    | Louis-Pierre Hélie | Canada      | 1:16,92 |
| 8    | Jan Hudec          | Canada      | 1:16,93 |
| 9    | Robbie Dixon       | Canada      | 1:16,97 |
| 10   | Kyle Taylor        | Stati Uniti | 1:16,99 |

Data: 27 marzo

#### Slalom gigante
| Pos. | Atleta                 | Nazione | Tempo   |
| ---- | ---------------------- | ------- | ------- |
| 1    | John Kucera            | Canada  | 2:43,81 |
| 2    | Michael Janyk          | Canada  | 2:46,18 |
| 3    | Thomas Grandi          | Canada  | 2:46,22 |
| 4    | François Bourque       | Canada  | 2:46,37 |
| 5    | Patrick Biggs          | Canada  | 2:46,53 |
| 6    | Jean-Philippe Roy      | Canada  | 2:47,83 |
| 7    | Patrick Wright         | Canada  | 2:47,91 |
| 8    | Louis-Pierre Hélie     | Canada  | 2:49,37 |
| 9    | Philippe Crête-Belzile | Canada  | 2:49,41 |
| 10   | David Donaldson        | Canada  | 2:49,94 |

Data: 26 marzo

#### Slalom speciale
| Pos. | Atleta            | Nazione  | Tempo   |
| ---- | ----------------- | -------- | ------- |
| 1    | Michael Janyk     | Canada   | 1:40,31 |
| 2    | Patrick Biggs     | Canada   | 1:40,63 |
| 3    | Paul Stutz        | Canada   | 1:40,68 |
| 4    | Thomas Grandi     | Canada   | 1:40,87 |
| 5    | Jean-Philippe Roy | Canada   | 1:41,78 |
| 6    | Nick Zoricic      | Canada   | 1:42,02 |
| 7    | Scott Hume        | Canada   | 1:42,48 |
| 8    | Trevor White      | Canada   | 1:42,64 |
| 9    | Ryūnosuke Ōkoshi  | Giappone | 1:43,86 |
| 10   | Chris Barber      | Canada   | 1:44,00 |

Data: 28 marzo

### Donne

#### Discesa libera
| Pos. | Atleta                         | Nazione | Tempo   |
| ---- | ------------------------------ | ------- | ------- |
| 1    | Britt Janyk                    | Canada  | 1:10,82 |
| 2    | Shona Rubens                   | Canada  | 1:11,58 |
| 3    | Danielle Poleschuk             | Canada  | 1:12,02 |
| 4    | Sherry Lawrence                | Canada  | 1:12,24 |
| 5    | Lindsay Kraft                  | Canada  | 1:12,61 |
| 6    | Marie-Michèle Gagnon           | Canada  | 1:12,63 |
| 7    | Véronique Archambault-Léger    | Canada  | 1:12,65 |
| 8    | Ève Routhier                   | Canada  | 1:12,75 |
| 9    | Marie-Michèle Bélanger-Timothy | Canada  | 1:13,36 |
| 10   | Kayla Birdgeneau               | Canada  | 1:13,46 |

Data: 23 marzo

#### Supergigante
| Pos. | Atleta                         | Nazione | Tempo   |
| ---- | ------------------------------ | ------- | ------- |
| 1    | Britt Janyk                    | Canada  | 1:21,49 |
| 2    | Alison Leighton                | Canada  | 1:22,28 |
| 3    | Marie-Michèle Bélanger-Timothy | Canada  | 1:22,49 |
| 4    | Shona Rubens                   | Canada  | 1:22,53 |
| 5    | Véronique Archambault-Léger    | Canada  | 1:22,90 |
| 6    | Carmel McElroy                 | Canada  | 1:22,91 |
| 7    | Brigitte Acton                 | Canada  | 1:23,06 |
| 8    | Lindsay Kraft                  | Canada  | 1:23,08 |
| 9    | Emily Brydon                   | Canada  | 1:23,22 |
| 10   | Jaimee Sanderson               | Canada  | 1:24,07 |

Data: 26 marzo

#### Slalom gigante
| Pos. | Atleta                      | Nazione  | Tempo   |
| ---- | --------------------------- | -------- | ------- |
| 1    | Christina Lustenberger      | Canada   | 2:15,23 |
| 2    | Brigitte Acton              | Canada   | 2:15,35 |
| 3    | Shona Rubens                | Canada   | 2:16,71 |
| 4    | Britt Janyk                 | Canada   | 2:16,76 |
| 5    | Emily Brydon                | Canada   | 2:17,19 |
| 6    | Véronique Archambault-Léger | Canada   | 2:17,24 |
| 7    | Kelly VanderBeek            | Canada   | 2:17,64 |
| 8    | Marie-Michèle Gagnon        | Canada   | 2:17,93 |
| 9    | Moe Hanaoka                 | Giappone | 2:18,02 |
| 10   | Marie-Pier Préfontaine      | Canada   | 2:18,12 |

Data: 27 marzo

#### Slalom speciale
| Pos. | Atleta                      | Nazione  | Tempo   |
| ---- | --------------------------- | -------- | ------- |
| 1    | Brigitte Acton              | Canada   | 1:48,48 |
| 2    | Emily Brydon                | Canada   | 1:51,35 |
| 3    | Megan Ryley                 | Canada   | 1:52,30 |
| 4    | Véronique Archambault-Léger | Canada   | 1:52,59 |
| 5    | Aileen Farrell              | Canada   | 1:54,08 |
| 6    | Marie-Elaine Lépine         | Canada   | 1:54,56 |
| 7    | Janelle Miller              | Canada   | 1:54,57 |
| 8    | Kate Ryley                  | Canada   | 1:54,76 |
| 9    | Chika Takeda                | Giappone | 1:55,21 |
| 10   | Ève Routhier                | Canada   | 1:55,35 |

Data: 28 marzo